# 严维
嚴維（？—？），字正文，越州山陰（今浙江省绍兴市）人。唐朝诗人、官员。

## 生平
早年追慕严子陵，隐居桐廬山。肃宗至德二载（757年）進士，擢辭藻宏麗科，因家贫亲老，授諸暨尉，大歷十二年严郢以御史中丞为河南尹，聘其為幕府，迁余姚令、右补阙。終官祕書省校書郎。與劉長卿、朱放、丘为、李端相唱和。《丹阳送韦参军》是其代表作品。《唐才子传》称其“诗情雅重，挹魏晋之风，锻炼铿锵，庶少遗恨”。《全唐诗》存其诗一卷。